# إلغاء صداقة
إلغاء صداقة (بالإنجليزية: Unfriended)‏ ويُلفظ: آنفرينديد، هو فيلم رعب-أمريكي، من إخراج ليفان جابريادزي وتأليف نيلسون جريفز، الفيلم من بطولة شلي هينينج وماثيو بوهرر وكورتني هالفرسون وويل بيلتز ورينيه أولستيد وميكي ريفر وهيثر سوسامان وموزيس جيكوب ستورم. صدر الفيلم في 17 أبريل 2015 في الولايات المتحدة، وحقق أكثر من 60 مليون دولار أمريكي.

## ملخص القصة
تبدأ الأحداث أثناء محادثة فيديو بين 6 أصدقاء بالمدرسة الثانوية يتلقوا رسالة من مجهول يدعي أنه صديقتهم التي انتحرت منذ عام بالضبط، في البداية يعتقدون أن الأمر خدعة، ليدركوا أنهم يتعاملون مع قوى من عالم آخر تستخدم حساب صديقتهم المنتحرة وكل ما ترغب فيه هو موتهم.
و هذا ما يحصل في النهاية بعد الاعتراف بكل الأخطاء التي قاموا بها تجاه صديقتهم وأيضا تجاه بعضهم البعض.

## طاقم العمل
- شلي هينينج بدور (بلير)
- ماثيو بوهرر بدور (مات)
- كورتني هالفرسون بدور (فال)
- ويل بيلتز بدور (ادم)
- رينيه أولستيد بدور (جس)
- ميكي ريفر
- هيثر سوسامان بدور (لورا)
- موزيس جيكوب ستورم بدور (ميتش)

## وصلات خارجية
- انفرينديد على موقع IMDb (الإنجليزية)
- انفرينديد على موقع ميتاكريتيك (الإنجليزية)
- انفرينديد على موقع روتن توميتوز (الإنجليزية)
- انفرينديد على موقع نتفليكس (الإنجليزية)
- انفرينديد على موقع قاعدة بيانات الأفلام العربية
- انفرينديد على موقع ألو سيني (الفرنسية)
- انفرينديد على موقع Turner Classic Movies (الإنجليزية)
- انفرينديد على موقع أول موفي (الإنجليزية)
- انفرينديد على موقع بوكس أوفيس موجو (الإنجليزية)
- انفرينديد على موقع فيلمافينيتي (الإسبانية)